# Ophiacantha opulenta
Ophiacantha opulenta är en ormstjärneart som beskrevs av Jean Baptiste François René Koehler 1908. Ophiacantha opulenta ingår i släktet Ophiacantha och familjen knotterormstjärnor. Inga underarter finns listade i Catalogue of Life.